# Невроморфно инженерство
Терминът невроморфен е създаден от професор Карвър Мийд в края на 80-те, за да опише системи с много висока степен на интеграция, съдържащи аналогови електронни схеми, които имитират невро-биологичните архитектури в нервната система. Днес терминът се използва както за аналогови, така и за цифрови и смесени аналогово-цифрови системи с много висока степен на интеграция, които имплементират модели на невронни системи (за възприятие, управление на движение, обработка на сетивност), както и софтуерни алгоритми.

## Главна идея
Невроморфното инженерство се отделя от идеята, което ние знаем за структурата и операциите на мозъка. Въпреки че все още има много неизвестни за мозъка и неговите функции, невроморфното инженерство превръща това, което знаем в компютърни системи. Работата се фокусира най-вече върху възпроизвеждането на аналоговата природа на биологичните изчисления и ролята на невроните в познанието. Биологичните процеси на невроните и техните синапси са плашещо сложни и поради това много трудно изкуствено се симулират. Ключовата характеристика на биологичните мозъци е че цялата обработка в невроните използва аналогови химични сигнали. Това затруднява възпроизвеждането на мозъка в компютъра, защото сегашното поколение компютри е изцяло дигитално. Характеристиките на тези части обаче могат да бъдат абстрахирани в математически функции, които отразяват тясно същността на невроновите операции. Целта на невроморфните изчисления не е да имитира идеално мозъка и всички негови функции, а вместо това да извлече това, което е известно за неговата структура и операции, за да се използва в практична изчислителна система. Нито една невроморфна система няма да претендира, нито да се опитва да възпроизведе всеки елемент от неврони и синапси, но всички се придържат към идеята, че изчисленията са силно разпределени в поредица от малки изчислителни елементи, аналогични на неврона. Въпреки че това отношение е стандартно, изследователите преследват тази цел с различни методи.

## Примери
Още през 2006 г. изследователи от Технологичния институт Джорджия  публикуват програмируема на място невронна решетка. Този чип е първият от линията на все по-сложни масиви от плаващи транзистори, които позволяват програмируемост на заряда на портите на MOSFET за моделиране на канално-йонните характеристики на невроните в мозъка и е един от първите случаи на силициев програмируем масив на невроните.
През ноември 2011 г. група изследователи от Масачузетски технологичен институт създават компютърен чип, който имитира аналоговата, базирана на йони комуникация в синапса между два неврона, използвайки 400 транзистора и стандартни техники за производство на CMOS.
През юни 2012 г. изследователи на спинтроника от университета Пърдю представиха доклад за дизайна на невроморфния чип, използващ странични въртящи се клапани и мемристори. Те твърдят, че архитектурата работи подобно на невроните и следователно може да се използва за тестване на методи за възпроизвеждане на мозъчната обработка. Освен това тези чипове са значително по-енергийно ефективни от конвенционалните.
Изследванията в Ейч Пи лабораториите в Калифорния на метристорите на Mott показват, че въпреки че те могат да бъдат нелетливи, летливото поведение, проявено при температури значително под температурата на фазовия преход, може да бъде използвано за производство на невристор, биологично вдъхновено устройство, имитиращо намереното поведение в невроните.
През септември 2013 г. те представят модели и симулации, които показват как пикиращото поведение на тези невристори, което може да се ползва за формиране на компонентите, необходими за машина на Тюринг.
Неурогрид, построен от Brains in Silicon в Станфордския университет е пример за хардуер, проектиран с използване на невроморфни инженерни принципи. Платката е съставена от 16 специално проектирани чипа, наричани NeuroCores. Всяка аналогова схема на NeuroCore е проектирана да емулира невронни елементи за 65536 неврони, максимизирайки енергийната ефективност
Изследователски проект с последици за невроморфното инженерство е проектът за човешки мозък, който се опитва да симулира цялостен човешки мозък в суперкомпютър, използвайки биологични данни. Състои се от група изследователи в областта на неврологията, медицината и компютърните технологии.
Хенри Маркрам, съдиректор на проекта, заявява, че проектът предлага да се създаде основа за изследване и разбиране на мозъка и неговите заболявания и да се използват тези знания за изграждане на нови компютърни технологии. Трите основни цели на проекта са да се разбере по-добре как частите на мозъка се напасват и да работят заедно, да се разбере как обективно да се диагностицират и лекуват мозъчни заболявания и да се използва разбирането на човешкия мозък за разработване на невроморфни компютри. Симулацията на цялостен човешки мозък ще изисква суперкомпютър, хиляда пъти по-мощен от днешния, насърчава настоящия фокус върху невроморфните компютри.
1,3 милиарда $ са отпуснати за проекта от Европейската комисия
Други изследвания с последици за невроморфното инженерство включват инициативата BRAIN и чипа TrueNorth от IBM. Невроморфни устройства също са демонстрирани с помощта на нанокристали, наножици и проводящи полимери.
Intel представи своя невроморфен изследователски чип, наречен "Лоихи“, през октомври 2017 г. Чипът използва асинхронна невронна мрежа (SNN) за внедряване на адаптивни самомодифициращи се управлявани от събития фино-зърнести паралелни изчисления, използвани за прилагане на обучение и извод с висока ефективност IMEC, базиран в Белгия изследователски център за наноелектроника, демонстрира първия в света самообучаващ се невроморфен чип. Вдъхновеният от мозъка чип, базиран на технологията OxRAM, има способността да се самообучава и е доказано, че има способността да композира музика.  IMEC пусна 3-секундната мелодия, съставена от прототипа. Чипът беше зареден последователно с песни в едно и също време подпис и стил. Песните бяха стари белгийски и френски флейти менуети, от които чипът научи правилата в играта и след това ги приложи. Европейският съюз финансира поредица от проекти в университета в Хайделберг, които водят до развитието на BrainScaleS. BrainScaleS използва аналогови схеми над прага за изпълнение на физически модели на невронални процеси. Използваните тук схеми работят с 10 000 пъти по-голяма биологична скорост. BrainScaleS също така използва интеграция на вафли, за да приспособи увеличената скорост на взаимосвързаните аналогови схеми. Проектът „Синият мозък“, воден от Хенри Маркрам, има за цел да изгради биологично детайлни цифрови реконструкции и симулации на мозъка на мишката. Проектът Blue Brain Project създаде силиконови модели на мозъци на гризачи, като същевременно се опита да възпроизведе възможно най-много подробности за неговата биология. Суперкомпютърните симулации предлагат нови перспективи за разбиране на структурата и функциите на мозъка.

## Етични съображения
Докато интердисциплинарната концепция за невроморфното инженерство е сравнително нова, много от същите етични съображения се отнасят за невроморфните системи, както за човекоподобните машини и изкуствения интелект като цяло. Фактът обаче, че невроморфните системи са създадени да имитират човешки мозък, поражда уникални етични въпроси, свързани с тяхното използване. Практическият дебат обаче е, че невроморфният хардуер, както и изкуствените „невронни мрежи“ са изключително опростени модели за това как мозъкът работи или обработва информация с много по-ниска сложност по отношение на размера и функционалната технология и много по-правилна структура по отношение на свързаност. Сравняването на невроморфните чипове с мозъка е много грубо сравнение, подобно на сравняването на самолет с птица, само защото и двамата имат крила и опашка. Факт е, че невронните когнитивни системи са с много по-голям порядък по-голяма енергия и изчислителни ефективни от съвременния изкуствен интелект, а невроморфното инженерство е опит да се намали тази празнина чрез вдъхновение от мозъчния механизъм, точно както много инженерни проекти имат биовдъхновени функции.

### Демократични опасения
Значителни етични ограничения могат да бъдат поставени върху невроморфното инженерство поради общественото възприятие.
Специално проучване на Евробарометър 382 показва обществените нагласи към роботите, проведено от Европейската комисия, установи, че 60% от гражданите на Европейския съюз искат забрана на роботи в грижите за деца, възрастни хора или инвалиди. Освен това 34% бяха за забраната на роботи в образованието, 27% в здравеопазването и 20% в свободното време. Европейската комисия класифицира тези области като особено „човешки“. Докладът цитира засилена обществена загриженост за роботи, които са в състояние да имитират или възпроизвеждат човешки функции. Невроморфното инженерство по дефиниция е предназначено да възпроизведе човешка функция: функцията на човешкия мозък. Демократичните опасения около невроморфното инженерство вероятно ще станат още по-задълбочени в бъдеще. Европейската комисия установи, че гражданите на ЕС на възраст между 15 и 24 години са по-склонни да мислят за роботите като човекоподобни (за разлика от подобни на инструменти), отколкото гражданите на ЕС на възраст над 55 години. Когато се представя образ на робот, който беше определено като човекоподобно, 75% от гражданите на ЕС на възраст 15 – 24 години заявиха, че това съответства на идеята им за роботи, докато само 57% от гражданите на ЕС на възраст над 55 години реагираха по същия начин. Следователно човекоподобната природа на невроморфните системи може да ги постави в категориите роботи, които много граждани на ЕС биха искали да бъдат забранени в бъдеще.

### Личността
Тъй като невроморфните системи стават все по-напреднали, някои учени се застъпват за предоставяне на личностни права на тези системи. Ако мозъкът е това, което предоставя на хората тяхната личност, до каква степен невроморфната система трябва да имитира човешкия мозък, за да получи права на личност? Критиците на технологичното развитие в проекта „Човешки мозък“, чиято цел е да усъвършенства вдъхновените от мозъка изчисления, твърдят, че напредъкът в невроморфните изчисления може да доведе до машинно съзнание или личност. Ако тези системи трябва да се третират като хора, твърдят критиците, тогава много задачи, които хората изпълняват с помощта на невроморфни системи, включително актът на прекратяване на невроморфните системи, може да са морално недопустими, тъй като тези действия биха нарушили автономността на невроморфните системи.

## Неврометрични системи
Неврометричните системи са подклас от невроморфни изчислителни системи, които се фокусират върху използването на мемристори за реализиране на невропластичност. Докато невроморфното инженерство се фокусира върху имитирането на биологично поведение, неврометристките системи се фокусират върху абстракцията. Например, неврометричната система може да замени подробностите за поведението на кортикалната микросхема с абстрактен модел на невронна мрежа. [37] Съществуват няколко вдъхновени от неврони логически функции [6], реализирани с мемристори, които имат приложения в приложения за разпознаване на модели на високо ниво. Някои от съобщените наскоро приложения включват разпознаване на реч, [38] разпознаване на лица [39] и разпознаване на обекти. [40] Те също намират приложение при замяна на конвенционалните цифрови логически порти. [41] [42] За идеални пасивни схеми за запаметяване има точно уравнение (уравнение на Caravelli-Traversa-Di Ventra) за вътрешната памет на веригата: [43] :{\displaystyle {\frac {d}{dt}}{\vec {W}}=\alpha {\vec {W}}-{\frac {1}{\beta }}(I+\xi \Omega W)^{-1}\Omega {\vec {S}}} като функция на свойствата на физическата памет и външните източници. В уравнението по-горе {\displaystyle \alpha } е константата на времевата скала „забравяйки“, {\displaystyle \xi =r-1} и {\displaystyle r={\frac {R_{\text{off}}}{R_{\text{on}}}}} е съотношението на изключени и включени стойности на граничните съпротивления на мемристорите, {\displaystyle {\vec {S}}} е векторът на източниците на веригата, а {\displaystyle \Omega } е проектор върху основните вериги на веригата. Константата 
{\displaystyle \beta } има измерението на напрежение и е свързана със свойствата на мемристора; физическият му произход е подвижността на заряда в проводника. Диагоналната матрица и векторът {\displaystyle W=\operatorname {diag} ({\vec {W}})} and {\displaystyle {\vec {W}}} и съответно са вътрешната стойност на мемристорите със стойности по този начин това уравнение изисква добавяне на допълнителни ограничения върху стойностите на паметта, за да бъде надеждно.